# XII Premis de la Crítica de les Arts Escèniques
La dotzena edició dels Premis de la Crítica de les Arts Escèniques, aleshores anomenats Premis de la Crítica Teatral de Barcelona, va correspondre a la temporada 1999-2000. El lliurament dels premis va tenir lloc al Teatre Romea de Barcelona, el 18 de desembre de 2000. En aquesta edició es recuperà, de nou, la categoria de millor musical eliminada a l'edició anterior. Aquesta fou l'última edició de la primera època dels Premis de la Crítica, que no es recuperarien fins al 2008.

## XII Premis de la Crítica de Teatre
| Categoria                       | Persona                                                                            | Obra                                                                               | Autoria                                                                            | Direcció                                                                           | Teatre                                                                             |
| ------------------------------- | ---------------------------------------------------------------------------------- | ---------------------------------------------------------------------------------- | ---------------------------------------------------------------------------------- | ---------------------------------------------------------------------------------- | ---------------------------------------------------------------------------------- |
| Millor espectacle               | -                                                                                  | La vida es sueño                                                                   | Calderón de la Barca i Compañía Nacional de Teatro Clásico                         | Calixto Bieito                                                                     | Teatre Romea                                                                       |
| Millor espectacle internacional | -                                                                                  | Misura per misura                                                                  | William Shakespeare i Teatro Garibaldi di Palermo - Teatro d'Europa                | Carlo Cecchi                                                                       | Teatre Lliure (Grec 2000)                                                          |
| Millor espectacle internacional | -                                                                                  | L'ultimo nastro di Krapp                                                           | Samuel Beckett i Teatro Garibaldi di Palermo - Teatro d'Europa                     | Carlo Cecchi                                                                       | Teatre Lliure (Grec 2000)                                                          |
| Millor direcció                 | Manel Dueso                                                                        | La presa                                                                           | Conor McPherson i Grup Focus                                                       | -                                                                                  | Teatre Romea                                                                       |
| Millor direcció                 | Àlex Rigola                                                                        | La màquina d'aigua                                                                 | David Mamet i Cia. Kronos                                                          | -                                                                                  | SIT 99 i Sala Beckett                                                              |
| Millor direcció                 | Àlex Rigola                                                                        | Un cop baix                                                                        | Richard Dresser i Cia Kronos                                                       | -                                                                                  | SIT 2000 i Sala Beckett                                                            |
| Millor direcció                 | Àlex Rigola                                                                        | Titus Andrònic                                                                     | William Shakespeare i Cia. Kronos                                                  | -                                                                                  | Teatre Zorrilla (Grec 2000)                                                        |
| Millor interpretació            | Rosa Novell                                                                        | Plaça dels herois                                                                  | Thomas Bernhard                                                                    | Ariel Garcia Valdés                                                                | TNC                                                                                |
| Millor interpretació            | Roser Camí                                                                         | Tots eren fills meus                                                               | Arthur Miller i Grup Focus                                                         | Ferran Madico                                                                      | Teatre Romea                                                                       |
| Millor interpretació            | Mónica López                                                                       | Top Dogs                                                                           | Urs Widmer i Cia. Palangana Teatre                                                 | Mario Gas                                                                          | Villarroel Teatre                                                                  |
| Millor interpretació            | Mónica López                                                                       | A Little Night Music                                                               | Stephen Sondheim, Hugh Wheeler, Grec 2000 i Bitò Produccions                       | Mario Gas i Manuel Gas                                                             | Teatre Grec                                                                        |
| Millor interpretació            | Muntsa Alcañiz                                                                     | La nit de les tríbades                                                             | Per Olov Enquist                                                                   | Lluís Pasqual sobre la versió de 1978 dirigida per Fabià Puigserver                | Teatre Lliure                                                                      |
| Millor interpretació            | Pepa López                                                                         | Por, menjar-se ànima                                                               | Rainer Werner Fassbinder                                                           | Carme Portaceli                                                                    | Nou Tantarantana (Grec 2000)                                                       |
| Millor interpretació            | Boris Ruiz                                                                         | La presa                                                                           | Conor McPherson i Grup Focus                                                       | Manel Dueso                                                                        | Teatre Romea                                                                       |
| Millor interpretació            | Boris Ruiz                                                                         | La vida es sueño                                                                   | Calderón de la Barca i Compañía Nacional de Teatro Clásico                         | Calixto Bieito                                                                     | Teatre Romea                                                                       |
| Millor interpretació            | Julio Manrique                                                                     | Ànsia                                                                              | Sarah Kane                                                                         | Xavier Albertí                                                                     | SIT 2000 i Sala Muntaner                                                           |
| Millor interpretació            | Julio Manrique                                                                     | Titus Andrònic                                                                     | William Shakespeare i Cia. Kronos                                                  | Àlex Rigola                                                                        | Teatre Zorrilla (Grec 2000)                                                        |
| Millor interpretació            | Joan Anguera                                                                       | Olors                                                                              | Josep Maria Benet i Jornet                                                         | Mario Gas                                                                          | TNC                                                                                |
| Millor musical                  | -                                                                                  | Ricardo i Elena                                                                    | Carles Santos                                                                      | Carles Santos                                                                      | TNC                                                                                |
| Millor text                     | Lluïsa Cunillé                                                                     | Passatge Gutenberg                                                                 | Lluïsa Cunillé                                                                     | Xavier Albertí                                                                     | Nou Tantarantana                                                                   |
| Millor escenografia             | Mariaelena Roqué                                                                   | Ricardo i Elena                                                                    | Carles Santos                                                                      | Carles Santos                                                                      | TNC                                                                                |
| Millor vetsuari                 | Antonio Belart                                                                     | A Little Night Music                                                               | Stephen Sondheim, Hugh Wheeler, Grec 2000 i Bitò Produccions                       | Mario Gas i Manuel Gas                                                             | Teatre Grec                                                                        |
| Millor il·luminació             | Xavi Clot                                                                          | L'hort dels cirerers                                                               | Anton Txékhov                                                                      | Lluís Pasqual                                                                      | Teatre Lliure                                                                      |
| Premi Revelació                 | Teatre de Guerrilla                                                                | Som i serem                                                                        | Teatre de Guerrilla a partir de guions de Quim Masferre                            | Teatre de Guerrilla                                                                | FiraTàrrega 1999 i SIT 2000                                                        |
| Premi Revelació                 | Teatre de Guerrilla                                                                | Teatre total                                                                       | Teatre de Guerrilla a partir de guions de Quim Masferre                            | Teatre de Guerrilla                                                                | FiraTàrrega 1999 i SIT 2000                                                        |
| Premi Revelació                 | Teatre de Guerrilla                                                                | El directe                                                                         | Teatre de Guerrilla a partir de guions de Quim Masferre                            | Teatre de Guerrilla                                                                | SIT 2000                                                                           |
| Premi Revelació                 | Jordi Vilches                                                                      | Flors                                                                              | Roger Bernat i General Elèctrica d'Espectacles                                     | Roger Bernat                                                                       | Mercat de les Flors                                                                |
| Premi especial                  | - Ateneu Popular de Nou Barris, per la seva aportació i dedicació al món del circ. | - Ateneu Popular de Nou Barris, per la seva aportació i dedicació al món del circ. | - Ateneu Popular de Nou Barris, per la seva aportació i dedicació al món del circ. | - Ateneu Popular de Nou Barris, per la seva aportació i dedicació al món del circ. | - Ateneu Popular de Nou Barris, per la seva aportació i dedicació al món del circ. |